# Міжнародна система величин
Міжнаро́дна систе́ма величи́н (ISQ) (англ. International System of Quantities, ISQ) — система величин, заснована на підмножині семи основних величин: довжини, маси, часу, сили струму, термодинамічної температури, кількості речовини та сили світла. Усі інші величини в цій системі є похідними і можуть бути пов'язані з основними, спираючись на фізичні рівняння, які називають рівняннями зв'язку. На основі Міжнародної системи величин побудовано Міжнародну систему одиниць (SI).
Абревіатура «ISQ» як символічне позначення Міжнародної системи величин використовується в усіх мовах.
| Міжнародна система величин | Міжнародна система величин   | Міжнародна система величин          | Міжнародна система одиниць (SI) | Міжнародна система одиниць (SI)            |
| Основна величина           | Символ величини              | Символ розмірності                  | Одиниця SI                      | Символ одиниці SI український, міжнародний |
| -------------------------- | ---------------------------- | ----------------------------------- | ------------------------------- | ------------------------------------------ |
| довжина                    | {\displaystyle l}            | {\displaystyle {\mathsf {L}}}       | метр                            | м, m                                       |
| маса                       | {\displaystyle m}            | {\displaystyle {\mathsf {M}}}       | кілограм                        | кг, kg                                     |
| час                        | {\displaystyle t}            | {\displaystyle {\mathsf {T}}}       | секунда                         | с, s                                       |
| сила струму                | {\displaystyle I}            | {\displaystyle {\mathsf {I}}}       | ампер                           | A, A                                       |
| термодинамічна температура | {\displaystyle T}            | {\displaystyle {\mathsf {\Theta }}} | кельвін                         | K, K                                       |
| кількість речовини         | {\displaystyle n}            | {\displaystyle {\mathsf {N}}}       | моль                            | моль, mol                                  |
| сила світла                | {\displaystyle I_{\text{v}}} | {\displaystyle {\mathsf {J}}}       | кандела                         | кд, cd                                     |

## Особливості Міжнародної системи величин
Міжнародна система величин з рівняннями зв'язку включно є сукупністю добре відомих науковцям, технологам та інженерам величин і рівнянь фізики. Особливістю цієї системи для електромагнітних величин є введення електричної сталої {\displaystyle \varepsilon _{0}} (застаріла назва — «діелектрична проникність вакууму») та магнітної сталої {\displaystyle \mu _{0}} (застаріла назва — «магнітна проникність вакууму»). Ці сталі мають розмірності та значення, відмінні від одиниці, і такі, що {\displaystyle \varepsilon _{0}\cdot \mu _{0}=1/c^{2}}, де {\displaystyle c} — швидкість світла у вакуумі. Закон Кулона для сили взаємодії двох частинок з електричними зарядами {\displaystyle q_{1}} та {\displaystyle q_{2}}, відстань між якими {\displaystyle r}, має вигляд:
{\displaystyle \mathbf {\vec {F}} ={\frac {1}{4\pi \varepsilon _{0}}}{\frac {q_{1}q_{2}{\vec {r}}}{r^{3}}}}.
Відповідне рівняння для сили магнітної взаємодії між елементами струмів {\displaystyle I_{1}d{\vec {r_{1}}}} та {\displaystyle I_{2}d{\vec {r_{2}}}} двох нескінченно тонких провідників задається виразом:
{\displaystyle {\vec {F}}={\mu _{0}I_{1}I_{2} \over 4\pi }{\frac {[d{\vec {r_{1}}},[d{\vec {r_{2}}},{\vec {r}}]]}{r^{3}}}}.
Ці рівняння в Міжнародній системі величин відрізняються від рівнянь для електромагнітних величин в різних варіантах системи СГС, в яких {\displaystyle \varepsilon _{0}} і {\displaystyle \mu _{0}} — безрозмірнісні величини зі значенням рівним 1, а коефіцієнт  {\displaystyle 4\pi } в знаменнику відсутній.

## Стандартизація Міжнародної системи величин
Міжнародну систему величин встановлено в серії міжнародних стандартів ISO 80 000 та IEC 80 000 «Величини та одиниці».
Кількість величин з розвитком науки й техніки постійно збільшується і є практично нескінченною. Таким чином, у стандартах неможливо перерахувати всі величини і відношення між ними. Тому в зазначених стандартах представлений набір найчастіше використовуваних величин і відношень між ними. Порядкові величини, наприклад, твердість, та номінальні властивості на кшталт кольору світла не розглядаються як частина системи, оскільки вони пов'язані з іншими величинами лише за допомогою емпіричних зв'язків.
Принципи, викладені в міжнародному стандарті ISO 80000-1 та введені в інші стандарти серії, призначені для загального використання в різних галузях науки і техніки.

## Розмірність величин в Міжнародній системі величин
Розмірність основних величин в Міжнародній системі величин позначається відповідними символами розмірності: наприклад, розмірність довжини {\displaystyle dim\ l=L}. Розмірність будь-якої похідної величини {\displaystyle X} цієї системи через розмірності основних величин дається виразом:
{\displaystyle dim\ X=L^{\alpha }\cdot M^{\beta }\cdot T^{\gamma }\cdot I^{\delta }\cdot \Theta ^{\eta }\cdot N^{\kappa }\cdot J^{\lambda }},
де верхні індекси — додатні, від'ємні або рівні нулю показники степенів.
Так, швидкість {\displaystyle v} є похідною величиною в Міжнародній системі величин. Вона пов'язана з основним рівнянням зв'язку {\displaystyle v=dl/dt}. Тоді {\displaystyle dim\ v=L^{1}\cdot M^{0}\cdot T^{-1}\cdot I^{0}\cdot \Theta ^{0}\cdot N^{0}\cdot J^{0}=L^{1}\cdot T^{-1}}.

## Міжнародна система одиниць
Міжнародна система одиниць SI — система одиниць, що базується на Міжнародній системі величин, разом з найменуваннями та позначеннями, а також набором префіксів та їх найменуваннями та позначеннями разом з правилами їх застосування, прийнята XI Генеральною конференцією мір і ваг 1960 року. На подальших конференціях вносилися зміни. Використовується в більшості країн світу, в тому числі й в Україні як основна система. Головна мета впровадження — уніфікація одиниць вимірювання з різних галузей науки й техніки та усунення труднощів, пов'язаних з використанням значної кількості коефіцієнтів через перерахунки між ними і зі створенням великої кількості еталонів для відтворення одиниць.
Основними одиницями системи SI є одиниці основних величин Міжнародної системи величин: довжини — метр, одиниця маси — кілограм, одиниця часу — секунда, одиниця сили електричного струму — Ампер, одиниця термодинамічної температури — Кельвін, одиниця кількості речовини — моль, одиниця сили світла — кандела.
Система SI постійно розвивається і вдосконалюється. В травні 2019 року була проведена реформа системи, суть якої полягає в перевизначенні основних одиниць без зміни їх розміру через фундаментальні фізичні сталі, значення яких зафіксовані точно. Реформа веде в перспективі не лише до суттєвого підвищення точності та взаємоузгодженості вимірювань, але й до докорінних змін в методології відтворення ряду одиниць, можливості нових підходів до побудови еталонної бази, зокрема, повної відмови від еталонів — артефактів.

## Критика
Незважаючи на широке використання Міжнародної системи величин, у багатьох наукових роботах, особливо з електродинаміки, використовується система СГС, що зумовлено низкою недоліків Міжнародної системи величин, на які вказували М. О. Леонтович, С. П. Капиця, Д. В. Сивухін, Л. Б. Окунь та низка інших фізиків. Зазначалося, що Міжнародна система величин та система СГС еквівалентні для багатьох розділів фізики, але в електродинаміці в Міжнародній системі виникають величини, успадковані з теорії ефіру як матеріального середовища, які не мають безпосереднього фізичного змісту — електрична та магнітна сталі. Внаслідок цього напруженість  електричного поля {\displaystyle {\vec {E}}} та електрична індукція {\displaystyle {\vec {D}}}, напруженість магнітного поля {\displaystyle {\vec {H}}} та магнітна індукція {\displaystyle {\vec {B}}} мають різні розмірності. У вакуумі це призводить до неприродного «роздвоєння» напруженості та індукції електричного та магнітного полів. У матеріальних середовищах запроваджується непотрібне розділення електричної та магнітної проникності на відносну й абсолютну.
Теорія відносності показала, що поділ електромагнітного поля на електричне та магнітне відносний, оскільки залежить від вибору системи відліку. Виявилося, що вектори {\displaystyle {\vec {E}}} та {\displaystyle {\vec {B}}} об'єднуються в один антисиметричний тензор четвертого рангу, а вектори {\displaystyle {\vec {D}}} та {\displaystyle {\vec {H}}} — в інший. Оскільки у компонент одного тензора має бути однакова розмірність, необхідно, щоб усі чотири вектори напруженості та індукції мали однакову розмірність. Міжнародна система величин цій вимозі не відповідає.
Все зазначене може дати підстави для введення неправильних уявлень про суть електричного та магнітного полів, створює певні труднощі при викладанні фізики.
Слід зазначити, що наведені недоліки є недоліками власне Міжнародної системи величин, а не Міжнародної системи одиниць (SI), і жодним чином не впливають на роль та значення останньої.